# كاميلو باسكوال
كاميلو باسكوال هو لاعب كرة قاعدة كوبي، ولد في 20 يناير 1934 في هافانا في كوبا.

## وصلات خارجية
- كاميلو باسكوال على موقع دوري كرة القاعدة الرئيسي (الإنجليزية)
- كاميلو باسكوال على موقعبيزبول رفرنس.كوم (الدوري الرئيسي) (الإنجليزية)
- كاميلو باسكوال على موقعبيزبول رفرنس.كوم (الدوري الثانوي) (الإنجليزية)
- كاميلو باسكوال على موقع جمعية أبحاث البيسبول الأمريكية (الإنجليزية)
- كاميلو باسكوال على موقع إي إس بي إن.كوم (أم.أل.بي) (الإنجليزية)
- كاميلو باسكوال على موقع مشجعي الرسوم البيانية (الإنجليزية)